# شاهزاده سنترال پارک
شاهزاده سنترال پارک (به انگلیسی: Prince of Central Park) فیلمی به کارگردانی جان لیکلی است.